# Хереке (вилает Родосто)
Хереке (на турски: Hereke) е село в Източна Тракия, Турция, Вилает Родосто.

## География
Селото се намира на 20 км източно от Малгара.

## История
В началото на 20 век Хереке е село в Малгарска кааза на Османската империя. Според статистиката на професор Любомир Милетич в 1912 година в селото живеят 70 семейства помаци.